# Rozkaz specjalny 191

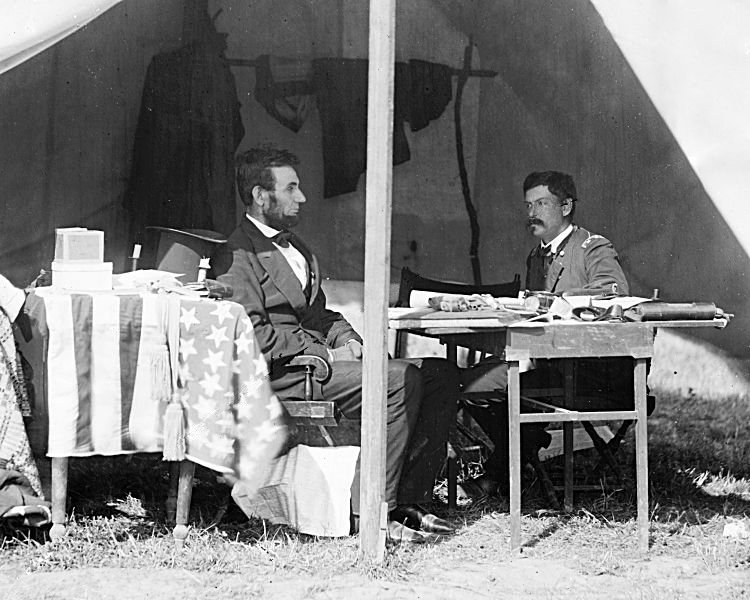
George McClellan (P) i prezydent Abraham Lincoln w namiocie generała nad Antietam 3 października 1862

Rozkaz specjalny 191 (znany również jako zaginiona przesyłka lub zgubiony rozkaz) – rozkaz operacyjny wydany przez generała armii konfederackiej Roberta Lee we wrześniu 1862 roku w czasie marszu Armii Północnej Wirginii w głąb stanu Maryland podczas wojny secesyjnej. Zgubiony odpis rozkazu został znaleziony w hrabstwie Frederick przez żołnierza Unii i przekazany generałowi George’owi B. McClellanowi, dowódcy Armii Potomaku, co miało pewien wpływ na przebieg bitew o South Mountain i nad Antietam i zadecydowało o wycofaniu się Armii Północnej Wirginii na południe. Tym samym zakończyła się ostatecznie ofensywa konfederatów ku północy i rozpoczęła kontrofensywa wojsk Unii.

## Tło
Rozkaz został wydany przez dowódcę Armii Północnej Wirginii 9 lub 10 września 1862 roku w czasie kampanii w stanie Maryland. Generał Lee przedstawiał ogólną sytuację – wymieniał szczegółowo ruchy własnych jednostek na wstępnym etapie działań. Lee podzielił swą armię na kilka kolumn. Dopiero później miał przegrupować swe siły. Zgodnie z ujawnionym później tekstem rozkazu, generał-major Stonewall Jackson miał przenieść swoją kwaterę główną do Martinsburga, podczas gdy kolumny McLawsa i Walkera miały „starać się zająć miejscowość Harpers Ferry”, generał-major James Longstreet został skierowany na północ do Boonsboro, zaś dywizja D.H. Hilla miała iść w straży tylnej.
Lee podawał w rozkazie dokładnie drogi i czas przemarszu oddziałów atakujących Harpers Ferry. Jego adiutant, generał-brygadier Robert H. Chilton, sporządził odpowiednią liczbę kopii rozkazu i podpisał je w imieniu generała Lee. Następnie konni kurierzy mieli dostarczyć je do rąk wymienionych dowódców. Stonewall Jackson przekazał (na wszelki wypadek) kopię dokumentu swemu byłemu podwładnemu, gen. Hillowi, który później przyznał, że była to jedyna kopia rozkazu, jaką otrzymał.
Generał Lee w czerwcu pobił McClellana pod Richmond, w sierpniu Johna Pope’a pod Manassas niedaleko Waszyngtonu, a teraz miał zamiar zadać ostateczny cios wojskom Północy. O McClellanie, który miał ponownie stanąć przeciw niemu, mawiał: „dobry generał, tylko zbyt ostrożny”.
Lee miał zamiar wkroczyć do Marylandu i tak manewrować, by odciągnąć armię Unionistów od ich baz, potem zwabić do Doliny Cumberland w Pensylwanii i tam wydać ostateczną bitwę. Rozkaz Specjalny 191 został wydany właśnie w tym celu. Pierwszym zadaniem miało być opanowanie Harpers Ferry i tym samym przejęcie kontroli nad całą Doliną Shenandoah – najprostszą drogą komunikacyjną między Południem a głębokim zapleczem Północy. Zadanie to miał wykonać gen. Stonewall Jackson.
Dzieląc swą armię w obliczu nieprzyjaciela, Lee łamał przyjęte zasady gry wojennej, ale czynił tak nie bez powodu. Wcześniej dwukrotnie udało mu się pobić w ten sposób przeciwników. Teraz, jak planował, wyciągnie Unionistów spod Waszyngtonu. Będą maszerować za nim jak zwykle ostrożnie (czyli wolno), minie więc kilka dni nim dogonią go w Pensylwanii, wówczas Jackson już będzie z powrotem, a „armia (Północnej Wirginii) pokaże na co ją stać”.

## Przebieg wydarzeń
Około 10 rano w sobotę 13 września 1862 roku kapral Barton W. Mitchell z 27 Regimentu Piechoty z Indiany znalazł w trawie na poboczu drogi w pobliżu miejscowości Frederick kopertę, w której znajdowały się trzy cygara owinięte kartką. Mitchell otworzył kopertę i zauważył, że zapisana kartka to rozkaz generała Lee. Odgadując, że może to być coś ważnego, oddał całą przesyłkę sierżantowi Blossowi. Teraz obaj poszli do kapitana Petera Koppa, który odesłał kopertę do dowódcy regimentu pułkownika Colgrove’a, ten zaś do kwatery głównej dowództwa korpusu. Tam generał Alpheus Williams potwierdził autentyczność podpisu Chiltona parafującego rozkaz. Rozkaz trafił natychmiast do generała-majora George’a B. McClellana, dowódcy Armii Potomaku. McClellan przeczytał i krzyknął „Teraz wiem co robić!”, po czym wyjaśnił zaskoczonym oficerom: „Jeśli z tym papierem nie stłukę Bobbiego Lee, to na pewno mogę wracać do domu”.

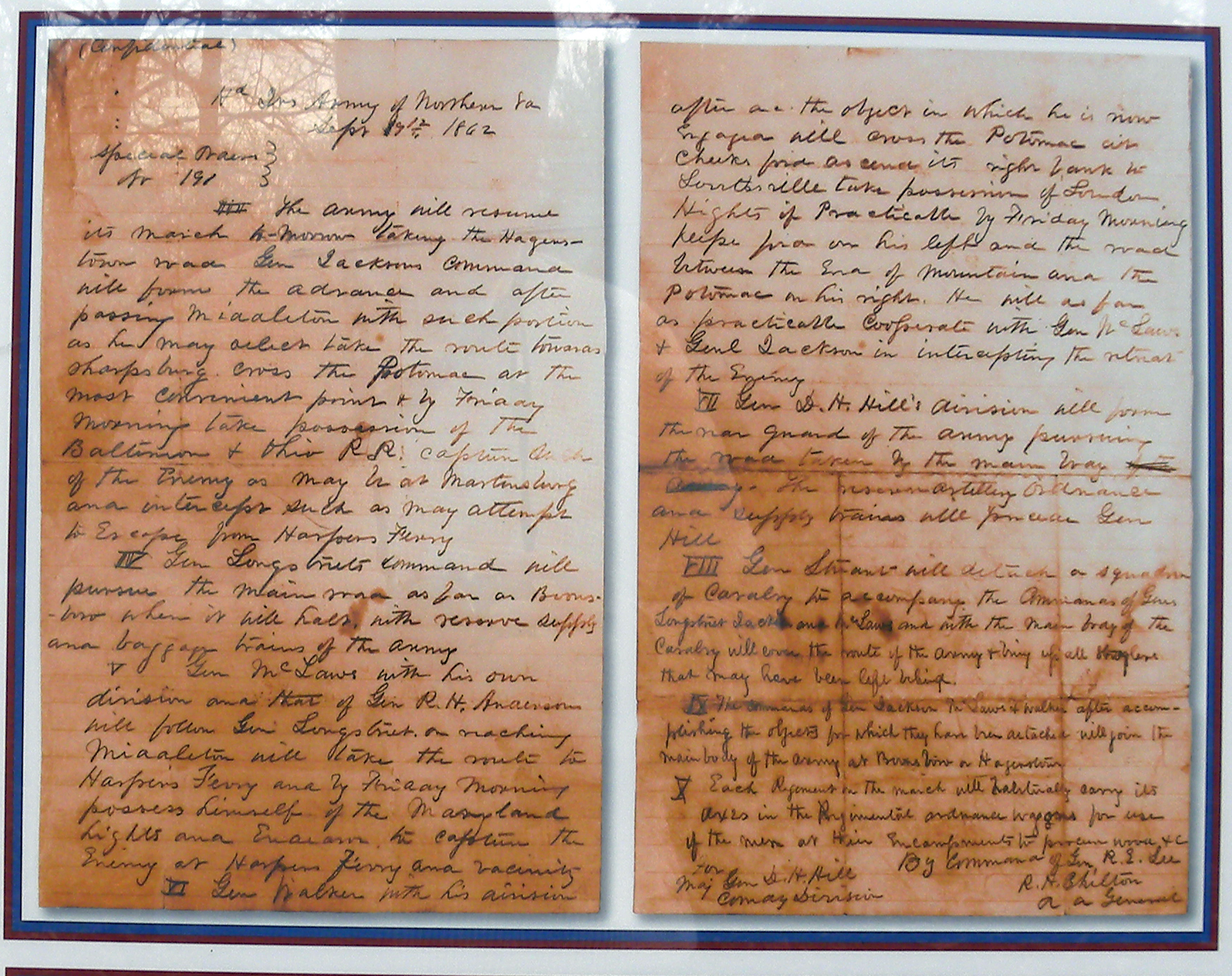
Oryginał rozkazu 191 w muzeum w Crampton’s Gap

Przez całe popołudnie 11 września sztabowcy Armii Północnej Wirginii zajęci byli sporządzaniem kopii rozkazu, a gdy tylko to zrobili, na trasy ruszyli konni posłańcy. Każda kopia była pojedynczą kartką zapisanego po obu stronach, opatrzoną dopiskiem „TAJNE” i sygnowaną przez Chiltona. Każda miała być dostarczona w kopercie, którą adresat miał podpisać jako potwierdzenie odbioru. Wszystkie, prócz jednej, zostały dostarczone bez przygód. Wyjątkiem była ta, która miała trafić do gen. Hilla. Ktoś w dowództwie zawinął w nią trzy cygara, bowiem wiadomo było, że Hill lubi dobry tytoń. Przesyłka nigdy nie dotarła na miejsce, kapral Mitchell znalazł ją w miejscu odległym od ostatniego obozowiska generała sił konfederackich.
O świcie 10 września Jackson poderwał trzy swoje dywizje i poprowadził je przez przełęcze w paśmie South Mountain, przekroczył rzekę Potomac pod Williamsport, a następnie – spychając przed sobą garnizon Martinsburga – podszedł od zachodu pod Harpers Ferry. W tym samym czasie jego dwie pozostałe dywizje, tak jak spodziewał się generał Lee, maszerowały innymi szlakami, by całkowicie otoczyć miasteczko. Mimo 24-godzinnego opóźnienia operacja przeciwko Harpers Ferry przebiegała bez zakłóceń. Tymczasem Lee wysłał dwie dywizje Longstreeta do pilnowania granicy Pensylwanii w Hagerstown. Samotna dywizja Hilla została w Boonsboro jako ariergarda.
„Jak tylko będę wiedział gdzie uderzyć – obiecał McClellan prezydentowi Lincolnowi – to zrobię to bez chwili wahania”. Tymczasem jego kawaleria, dowodzona przez Alfreda Pleasontona, nie była w stanie przedrzeć się przez jeźdźców Jeba Stuarta i podejrzeć, co robi Armia Północnej Wirginii. W tej sytuacji zwiad musiał opierać się na zeznaniach jeńców i dezerterów oraz zawsze mało pewnych opowieściach mieszkańców wsi i miasteczek, przez które przechodzili konfederaci. Rezultaty były łatwe do przewidzenia: każdy z raportów dostarczanych do kwatery McClellana mówił co innego. Armia konfederacka maszerowała we wszystkich możliwych kierunkach, a położenia wojsk „Stonewalla” Jacksona nie udało się ustalić. Doszło do tego, że w pewnym momencie McClellan zatrzymał wojska na cały dzień, bowiem jeden z raportów doniósł, że Lee na czele wszystkich wojsk maszeruje wprost na niego. Największe wątpliwości budziła liczebność armii generała Lee. Pewne doniesienia mówiły nawet o 120 tysiącach, co McClellan skomentował w liście do żony pisząc: „jest ich o dwadzieścia pięć procent więcej niż nas”. Nie była to prawda, bowiem Armia Północnej Wirginii w rzeczywistości nie przekraczała 45 tysięcy ludzi.
McClellan wiedział teraz w zasadzie wszystko: znał cele Lee, kierunek i tempo marszu poszczególnych kolumn, miał więc prawo powiedzieć to, co powiedział wieczorem do generała Johna Gibbona: „Zobaczysz. Jeśli rebelianci nie zmienią swych planów, Castiglione to nic przy tym co ja zrobię!” (bitwa pod Castiglione z roku 1796 to klasyczny przykład znakomitego manewru Napoleona, który rozbił w puch znacznie silniejszą, ale podzieloną, austriacką armię Wurmsera). McClellan stał rzeczywiście przed ogromną szansą. Czasu było niewiele. Operacja Jacksona pod Herpers Ferry trwała już trzy dni.
Można przypuszczać, że każdy generał na jego miejscu natychmiast kazałby bębnić na wymarsz, by wykorzystać siedem pozostałych do wieczora godzin i dotrzeć do podnóży South Mountain. W ten sposób w godzinach rannych w niedzielę mógłby zacząć forsować przełęcze. Każdy generał, ale nie McClellan, ostrożny z natury, a dodatkowo bojący się kolejnej porażki ze strony Lee. Zamiast działać rozważał różne sytuacje. „Jeśli rebelianci nie zmienią swych planów...” – powiedział. Tymczasem wywiad donosił o jakichś dywizjach konfederackich pod Hagerstown oraz o forsowaniu Potomaku pod Williamsport, a tego w rozkazie Lee nie było. McClellan posłał kopię rozkazu swemu dowódcy kawalerii, ale Pleasonton odpowiedział, że jego zdaniem wojska nieprzyjaciela poruszają się zgodnie z instrukcją swego dowódcy. Koniec końców McClellan zdecydował ruszyć swą armię w niedzielę rano. Zmarnował w ten sposób 18 godzin.
Z notatki pozostawionej przez generała Williamsa wynikało, że znalazca powinien był zostać awansowany, wyróżniony w rozkazie dziennym, być może nawet odznaczony właśnie ustanowionym Medalem Honoru. Nic takiego nie nastąpiło. McClellan powiedział po wojnie, że pojęcia nie miał, jak rozkaz specjalny 191 do niego dotarł. Dopiero w roku 1886, a więc w dwadzieścia cztery lata później, rzecz nagłośnił magazyn „Century”, zamieszczając relację pułkownika Colgrove’a. W ten oto sposób nazwisko Bartona Mitchella ujrzało światło dnia, ale kapralowi Mitchellowi nic to nie dało. Bitwa nad Antietam, rozpoczęła się w cztery dni później. Kompania F miała 40% strat. Mitchell, Campbell i Bloss zostali ranni, a kapitan Kopp zginął.
Rana nogi Mitchella była poważna i nigdy jej na dobre nie wyleczył. Spędził osiem miesięcy w szpitalu, po czym został odesłany do domu. Źle zagojona rana dokuczała mu coraz mocniej, aż w końcu przykuła go do łóżka. Zmarł w roku 1869, jeszcze przed pięćdziesiątką. Wdowa nie mogła doprosić się o rentę po nim aż do roku 1890, kiedy to wreszcie odpowiedni wydział administracji wojskowej dowiedział się o znalezisku Mitchella.
Wiadomo jak rozkaz specjalny 191 został znaleziony, ale nie wiadomo kiedy, jak i kto go zgubił. Jedno wydaje się pewne – nie była to wina generała Hilla, jakkolwiek oskarżano go, a to że wyrzucił list uznawszy za rzecz bez znaczenia, a to że zostawił kopertę na stole w swej kwaterze, a to znów, że widziano jakoby jak koperta wypadła mu z kieszeni, gdy jechał konno przez Frederick. Tymczasem rozkaz został znaleziony wraz z kopertą w miejscu, w którym Hill nigdy nie kwaterował; adresat musiał podpisać i oddać kopertę kurierowi. W tej sytuacji jest oczywiste, że Hill nigdy przesyłki nie otrzymał, a tak zgubienie jej, jak i znalezienie było dziełem przypadku.
W jednej z lansowanych po wojnie teorii pojawił się motyw zdrady. W swych pamiętnikach major Ratchford, adiutant generała Hilla nadmienia, że jakoś w tym samym czasie kurier z kwatery głównej Armii Północnej Wirginii został zdemaskowany jako szpieg Unionistów i powieszony. Motyw zdrady kłóci się jednak z miejscem znalezienia koperty. Gdyby bowiem kurier-zdrajca chciał dostarczyć rozkaz specjalny nr 191 Unionistom, to znalazłby tysiąc sposobów lepszych niż rzucenie w trawę na poboczu mało ważnej drogi w nadziei, że jacyś żołnierze Północy ją znajdą.
Najprawdopodobniej było tak: kurier zgubił kopertę, jadąc do obozu Hilla. Gdy zorientował się, co się stało, być może zawrócił i szukał, ale nie znalazł. Po powrocie do obozu dowiedział się, że generał rozkaz Lee jednak dostał, więc pomyślał, że być może ktoś inny go znalazł i dostarczył. Po powrocie do kwatery głównej musiał się jakoś wytłumaczyć, albo sfałszować kopertę. Jak by nie było potrafił dobrze zatrzeć ślady. Inną natomiast dziwną sprawą jest fakt, że w kwaterze Lee nigdy nie wszczęto na ten temat dochodzenia; nawet wtedy, gdy wyszło na jaw, że tajny rozkaz trafił do rąk McClellana. Jest to tym bardziej niezrozumiałe, że kilku biografów generała Lee uważa, iż wiedział on o tym w 12 godzin od momentu, gdy zgubiony rozkaz znalazł się w ręku McClellana. Tak raczej na pewno nie było, a Lee dowiedział się o całej sprawie z „New York Journal of Commerce” z 1 stycznia 1863 (Lee czytał gazety Unionistów), gdzie wydrukowano kopię rozkazu.
W marcu McClellan zeznał przed komisją Kongresu: „w miejscowości Frederick znaleźliśmy oryginał rozkazu dla generała Hilla, a wydanego przez generała Lee, który ujawnił swoje zamiary”. W miesiąc później zeznania te zostały opublikowane przez komisję i zaraz przedrukowane przez gazety. Ciekawe, co o całej sprawie powiedział Lee. Otóż w roku 1868, omawiając swą kampanię w Marylandzie, wspomniał, że w nocy z 13 na 14 września otrzymał depeszę od Jeba Stuarta, który przekazał mu relację cywila będącego gościem w kwaterze McClellana 13 września rano. Cywil, sympatyk Konfederatów, miał powiedzieć, że podczas spotkania jeden z oficerów wręczył McCellanowi jakiś list, po przeczytaniu którego dowódca Unionistów wyglądał na bardzo podnieconego i powiedział głośno: „Teraz wiem co robić!” Cywil pospieszył natychmiast zawiadomić Stuarta, że coś – nie wiadomo dokładnie co – dodało Unionistom animuszu. Gdy był w drodze, widział jakieś jankeskie oddziały maszerujące w kierunku South Mountain (w rzeczywistości musiał to być jakiś lokalny przemarsz, niemający nic wspólnego z ofensywą). Stuart natychmiast zawiadomił o tym Lee w Hagerstown. Kontynuując tę historię, Lee powiedział, że to, co McClellan trzymał w ręku to oczywiście zgubiony rozkaz. Nie ma to nic wspólnego z prawdą, a raczej z „wtórną wiedzą” generała Lee. Po pierwsze: szpieg-amator nie wiedział, że McClellan czyta w jego obecności plan Lee. Po drugie: ani generał, ani żaden z jego oficerów nie ujawniłby niczego w obliczu cywila z Marylandu, gdzie znane były sympatie prokonfederackie. Stuart nie zamieścił takiej informacji w swym raporcie, a Lee nie powiedział ani słowa na ten temat Longstreetowi, gdy wieczorem omawiali następne posunięcie. Co więcej, doradca Lee, Charles Marshall, powiedział po wojnie Hillowi: „Pamiętam dokładnie, że generał Lee wielokrotnie wyrażał zdziwienie i zaniepokojenie zmianą taktyki McClellana po naszym opuszczeniu Frederick. Zrozumiał wszystko dopiero w 1863 roku, gdy dowiedzieliśmy się o zeznaniach McClellana w Kongresie”.
I jeszcze jeden dowód: wszystkie poczynania Lee w ciągu kilku następnych dni z pewnością nie były działaniami generała, który wie, że przeciwnik zna jego plany. Zamiast kazać Jacksonowi przerwać oblężenie Harpers Ferry i dołączyć do sił głównych, pozwolił mu przedłużyć działania. Zamiast ruszyć natychmiast z Hagerstown, by zablokować przełęcze South Mountain, zwlekał z wymarszem do rana. Zamiast przekroczyć Potomac i łączyć na powrót swą rozkawałkowaną armię, stał bezczynnie pod Sharpsburgiem, czekając na przeciwnika, który (jak powiedział Jeffersonowi Davisowi, prezydentowi Konfederacji) nagle zaczął się poruszać szybciej niż zazwyczaj...
Następnego dnia Lee z Hillem i Longstreetem cofnęli się za Antietam Creek i stanęli pod Sharpsburgiem. McClellan zbliżał się wolno i ostrożnie, przekonany, że przed nim stoi 120 tysięcy Konfederatów. W rzeczywistości Lee miał w tym momencie zaledwie 30 tysięcy. Tu wypada przywołać głos kapitana Williama Palmera, oficera wywiadu Północy. Odwiedził on McClellana w jego kwaterze położonej milę od Antietam wieczorem 15 września i usłyszał od generała, że garnizon Harpers Ferry skapitulował tego dnia rano i że Stonewall Jackson jest już z Lee. Zgubiony rozkaz stał się bezwartościowym świstkiem papieru, a Południowcy mają ogromną przewagę.
Pierwsze kolumny Jacksona zjawiły się pod Sharpsburgiem około południa 16 września, a ostatnie dotarły na miejsce po południu, czyli już w trakcie trwania bitwy. McClellan zaprzepaścił swą szansę, widząc przed sobą „ogromną armię” Konfederatów. Pozycja obronna Lee była dobra, ale za plecami miał wody Potomaku; w przypadku przegranej jego armia mogła zostać całkowicie zniszczona. W krwawej bitwie nad Antietam zadał Unionistom znaczne straty, ale zaprzepaścił główny cel – zniszczenie armii Unionistów. Po najkrwawszym dniu w historii amerykańskich wojen wycofał się do Wirginii.

## Skutki
Po tej kampanii McClellan, który odstąpił od ścigania Armii Północnej Wirginii, stracił stanowisko. Prezydent Lincoln powiedział przy tej okazji: „Jeśli generał McClellan nie chce użyć swej armii, pozwolę sobie wypożyczyć ją na jakiś czas”. Z kolei Robert Lee odniósł jeszcze kilka sukcesów, ale pozbawiona uzupełnień armia Południowców musiała w końcu ulec i skapitulować 9 kwietnia 1865 roku.